# Regierungsbezirk Stettin

Pommerns indelning 1913:
Regierungsbezirk Köslin
Regierungsbezirk Stralsund
Regierungsbezirk Stettin

Regierungsbezirk Stettin var ett regeringsområde i mellersta delen av den preussiska provinsen Pommern åren 1808-1945. Regeringsområdet indelades i 14 kretsar. Det hade en yta på 12 082 km och 871 925 invånare (1910), varav 95,2
procent var evangeliska lutheraner.

## Källa
Den här artikeln är helt eller delvis baserad på material från Nordisk familjebok, Stettin, 1904–1926.